# Józef Targowski

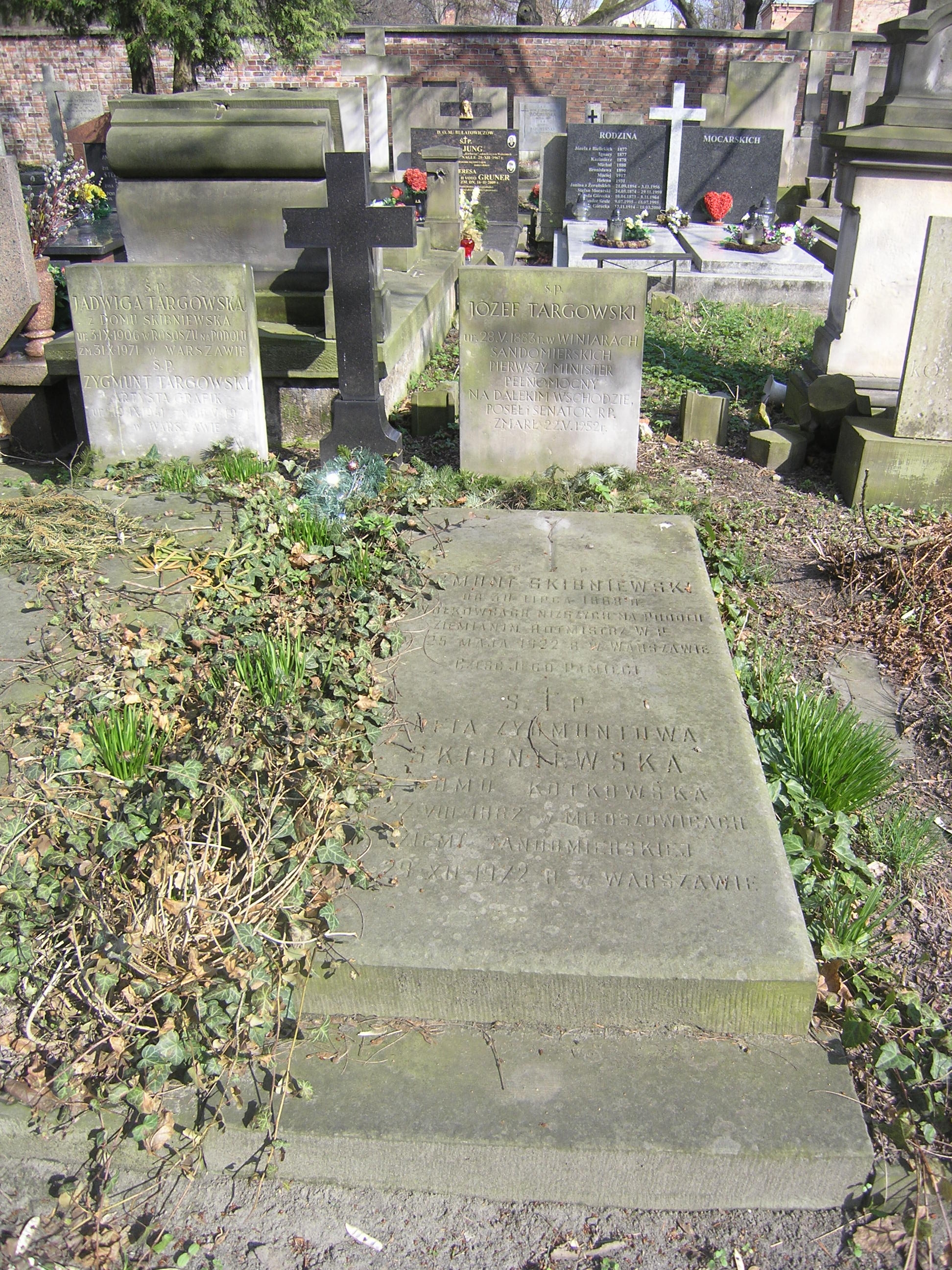
Grób polityka i dyplomaty Józefa Targowskiego na Starych Powązkach w Warszawie (kwiecień 2012)

Józef Targowski (ur. 28 maja 1883 w Winiarach, zm. 22 maja 1952 w Sulejówku) – polski polityk i dyplomata, poseł na Sejm II kadencji i senator III kadencji w II Rzeczypospolitej.

## Życiorys
Pochodził z rodziny ziemiańskiej. Był synem Juliusza Franciszka (1850–1929) i Ireny z Trzetrzewińskich, a wnukiem właściciela Rudy Kościelnej Józefa Targowskiego h. Rogala i Anny z Herniczków h. Kotwicz. Ukończył Gimnazjum św. Anny w Krakowie (1897–1901) i w latach 1902–1906 Wyższą Szkołę Rolniczą w Wiedniu. Podczas I wojny światowej był działaczem Centralnego Komitetu Obywatelskiego. W 1917 był członkiem Rady Departamentu Spraw Politycznych i Rady Komisji Rolnictwa Tymczasowej Rady Stanu. Mianowany członkiem Rady Stanu w 1918. Jesienią 1919 wyjechał na Daleki Wschód jako minister pełnomocny i wysoki komisarz RP na Syberię z misją rządu polskiego do walczącego z bolszewikami generała Aleksandra Kołczaka. Jednak nim dotarł na miejsce, armia Kołczaka została rozbita, a jej dowódca stracony przez bolszewików. Na Targowskiego spadł obowiązek otoczenia opieką Polaków uciekających z Syberii, bądź już wcześniej przebywających na Dalekim Wschodzie, oraz ich repatriacji. Współorganizował polskie placówki w Harbinie, Władywostoku i Chabarowsku.
W latach 1919–1921 był pierwszym oficjalnym przedstawicielem Polski w Japonii, z jednoczesną akredytacją w Chinach (polskie poselstwo w Tokio zostało podniesione do rangi ambasady w 1937).
W latach 1928–1930 był posłem na Sejm RP, a w latach 1930–1935 senatorem RP z listy Bezpartyjnego Bloku Współpracy z Rządem. Należał do ugrupowania konserwatystów Stronnictwo Prawicy Narodowej, stanowiącego zinstytucjonalizowaną postać ruchu i myśli krakowskich Stańczyków. Był bliskim współpracownikiem innego konserwatywnego polityka, Janusza Radziwiłła.
Był prezesem oraz członkiem wielu towarzystw (m.in. prezesem Towarzystwa Przyjaźni Polsko-Japońskiej i członkiem polskiego Komitetu Organizacyjnego Unii Paneuropejskiej, opowiadającej się za ścisłą integracją europejską).
W jego pałacu w Czyżowie bywały wybitne osobistości ze świata kultury i polityki. W okresie międzywojennym odwiedzali Czyżów m.in. pisarze Władysław Reymont, Witold Gombrowicz i Ludwik Hieronim Morstin, malarze Władysław Skoczylas, Karol Frycz, Leon Wyczółkowski, i prezydenci RP Stanisław Wojciechowski i Ignacy Mościcki.
W okresie okupacji był przez kilka miesięcy więziony przez Gestapo. Po wojnie mieszkał z rodziną w Sulejówku, gdzie zarabiał na życie jako tłumacz. W tym czasie publikował w pismach katolickich („Tygodnik Powszechny”, „Dziś i Jutro”, „Słowo Powszechne”), głównie na tematy Azji Południowo-Wschodniej.
Był dwukrotnie żonaty: od 1908 z Koletą Descours (1888–1925), córką Kazimierza i Marii z Badenich, a od 1929 z Jadwigą Skibniewską (1906–1971), córką Zygmunta Skibniewskiego i Zofii z Kotkowskich.
Pochowany w Warszawie na cmentarzu Powązkowskim (kwatera II-5-24,25).

## Ordery i odznaczenia
- Złoty Krzyż Zasługi (15 marca 1939)[5]